# أليخاندرو زافاروني
اليخاندرو زافاروني (بالإسبانية: Alejandro Zaffaroni) (27 فبراير 1923 في مونتيفيديو، الأورغواي — 1 مارس 2014 في أثرتون، كاليفورنيا، الولايات المتحدة) كان رائد أعمال أوروغواني عُرف بتأسيسه لشركات تكنولوجيا حيوية في وادي السيليكون.

## جوائز وعضويات
- قلادة العلوم الوطنية الأمريكية في مجال التكنولوجيا والابتكار.[10]
- جائزة الكيميائي الرائد من المعهد الأمريكي للكيمائيين.[11]
- كان عضواً في الأكاديمية الوطنية للهندسة.[12]

## الوفاة
توفي في منزله في أثرتون (كاليفورنيا)، عن عمر يناهز 91 عاماً.